# Benedict Schmiedel
Benedict Schmiedel, auch Benedikt Schmiedel bzw. Benedix Schmiedel, (* um 1589; † 31. Oktober 1654 in Schmiedeberg) war ein böhmischer Hammerherr und Verwalter, der einer Anekdote nach bei Kaiser Matthias in Ungnade fiel.

## Leben
Der Hammermeister Benedict Schmiedel erscheint in der böhmischen Seelenliste von 1651 als kurfürstlich-sächsischer Untertan der das kaiserliche Hammerwerk zu Schmiedeberg in Bestand hat. Bereits 1632 wird er als Hammerherr auf dem Schmiedeberg bei Preßnitz erwähnt. 1646 steht er in den Matrikeln als Vornehmer kaiserlicher Hammerverwalter zum Schmiedeberg. 1622 entdeckte Schmiedel den ehemals schon einmal abgebauten Eisensteingang von Orpus wieder, der als einer der reichsten des Erzgebirges galt und dessen Erzabbau später erneut aufgenommen wurde. 1644 pachtete er das Werk, das bald wieder über drei Schmiedehütten verfügte. Es gehörte zuvor 1601 dem Hammermeister Hans Schwarz aus Kaaden sowie nach ihm einem Hauptmann Schindler, der den dritten Hammer errichtete.
Einer Anekdote nach bedrohte einstmals eine große Bärin seine Köhler und Waldarbeiter. Deshalb war Schmiedel seither bewaffnet, wenn er im Wald seine Kohlstätten besuchte. Eines Tages fiel ihn die besagte Bärin mit ihren zwei Jungen grimmig an, so dass er das Tier zur Rettung seines Lebens erschoss. Die Jungen eilten sogleich zu ihrer toten Mutter und saugten an ihr. Da aber Leute hinzu kamen, kletterten die Jungtiere auf eine Tanne, von wo sie wieder herunter geholt wurden. Obwohl der Hammermeister aus Notwehr handelte, fiel er in Ungnade und sollte unverzüglich nach Prag reiten. Auch die tote Bärin wurde mit ihren Jungen herbeigeschafft. Zu dieser Zeit hielten auf dem Prager Schloss Kaiser Matthias und seine Gemahlin Anna Hof. Der Kaiser ließ die tote Bärin mit ihren zwei lebenden Jungen in den Saal bringen und stiftete seine Gemahlin dazu an, die Bärenjungen mit einer Spießrute zu necken. Darauf setzten sich die Jungen zur Wehr und fuhren der Kaiserin in ihre Schürze, worauf alle erschraken aber auch zum Teil in Gelächter ausbrachen. Der Kaiser musste erkennen wie gefährlich die Bedrohung im Wald durch ein solch großes Tier war, womit Schmiedel begnadigt wurde.
Während des Dreißigjährigen Krieges kamen am 16. März 1632 sechzehn kaiserliche Reiter von Preßnitz und wollten den alten Hammerherrn ausplündern. Als er davon Kundschaft bekommen hatte, schob er eine Wagenburg vor sein Haus und verschanzte sich mit einer Pistole in seiner oberen Stube. Die Plünderer zogen nach einem Schusswechsel erfolglos ab. Sein Knecht hatte sogleich fünfzig Mann von der Wache geholt, die die Kaiserlichen verfolgten und aus dem Dorf verjagten. Am 31. Oktober 1654 ist dann auf dem Böhmischen Schmiedeberg gestorben Benedict Schmiedel/ ein guter Schüz und Innhaber des Hammerwercks daselbst.

## Familie
Benedikt Schmiedel war in erster Ehe mit einer Maria und in zweiter Ehe mit einer Dorothea (* um 1611) verheiratet. Es sind folgende Kinder bekannt:
- Regina (* um 1610); ⚭ 1632 Georg Miesel, späterer Fleischhauermeister in Platten
- Dorothea (* um 1625); ⚭ 1646 Andreas Leibolt aus Neudek
- Christian (* um 1641)
- Georg, Hammerherr auf dem Roten Hammer zu Unterwiesenthal